# 22448 Ricksaunders
22448 Ricksaunders è un asteroide della fascia principale. Scoperto nel 1996, presenta un'orbita caratterizzata da un semiasse maggiore pari a 2,2080599 UA e da un'eccentricità di 0,0721177, inclinata di 5,61943° rispetto all'eclittica.